# 帝汶鹃鵙
帝汶鹃鵙（学名：Coracina personata）是山椒鸟科鸦鹃鵙属的一种，为印度尼西亚的特有种。其自然栖息地为亚热带或热带的湿润低地森林。